# Makay Zádor
Makay Zádor (Pótharaszt, 1852. május 18. – Szeged, 1926. december 23.) református tanító, tanfelügyelő, jegyző, politikus.

## Élete
A pótharaszti pusztán (Pest megye) született, ahol atyja, Makai Mihály bérlő volt, anyja Simon (Neumann) Anna. 1852. május 22-én keresztelték Alsódabason. A négy elemi iskolai osztály elvégzése után 1863-ban diák lett Nagykőrösön, ahol 1872-ben érettségi vizsgát tett és írásbeli dolgozatával elnyerte a Tomory Anaztáztól kitűzött három arany pályadíjat. Három évig katonáskodott és fölvitte a tiszthelyettességig; később első osztályú népfelkelő századparancsnok lett. 1875-ben a nagykőrösi tanítóképzőbe ment, ahol 1876-ban letette a képesítő vizsgát és tanító lett Dévaványán (Jász-Nagykun-Szolnok megye). A heves-nagykunsági református tanítóegylet bírálóbizottságának tagja, a mezőtúri járáskör alelnöke volt. Városi képviselő volt 12 évig, az egyháztanácsban kilencig a tanítók képviselője. A dévaványai 48-as és függetlenségi párt elnöki tisztét 28 éves keresztül töltötte be és mint ilyen több politikai szónoklatot tartott. 1910-től tanfelügyelő volt, 1912-ben a szegedi reformátusoknál presbiter, 1919-től nyugalmazott tanfelügyelő.
Nevéhez fűződik a műkedvelő színielőadások bevezetése Dévaványán, megrendezte az 1896. évi ezredéves emlékünnepet. Fanatikus rajongója volt Kossuth Lajosnak, a születésének 100. évfordulójára tartott ünnepség is az ő szervezése nyomán valósult meg. 36 évig tanított Dévaványán, közeli barátságban állt dr. Tóth János országgyűlési képviselő, későbbi belügyminiszterrel. Utolsó nyilvános szereplése Szegeden volt 1919-ben, a városháza erkélyéről toborzóbeszédet mondott és elsőként jelentkezett a nemzeti hadseregbe. 1924-ben a szocialista párt szegedi tisztújító közgyűlésén Makay újra választmányi tag lett, azonban nem fogadta el ezt a tisztséget. 1926. december 23-án hunyt el Szegeden, halálát szívizom elfajulás okozta.
Neje Lakatos Janka volt, aki 1931 decemberében hunyt el Dévaványán.
Cikkei a Paedagogiai Szemlében, Protestáns Tanítók Lapjában, Népiskolai Közlönyben, az Egyetértésben és a megyei lapokban jelentek meg.

## Emlékezete
Dévaványán az 1930-as években tér viselte a nevét, amit Március 8 térre neveztek át. 2011-ben felvetődött a visszanevezés ötlete.

## Munkái
- Természetrajz a népiskolák III., IV. és V. oszt. számára. Gyoma, 1885.
- Államiak vagy felekezetiek legyenek-e az iskolák? Mezőtúr, 1894.